# Muscisaxicola occipitalis
Muscisaxicola occipitalis, "kastanjenackad marktyrann", är en fågelart i familjen tyranner inom ordningen tättingar. Den betraktas oftast som underart till rödkronad marktyrann (Muscisaxicola rufivertex), men urskiljs sedan 2016 som egen art av Birdlife International och IUCN. Fågeln förekommer i Peru (centrala Cajamarca till Ayacucho och Puno) och nordvästra Bolivia (La Paz, Cochabamba). Den kategoriseras av IUCN som livskraftig.